# 1866 en chimie
Cet article présente les faits marquants de l'année 1866 en chimie.

## Évènements
- 8 janvier : brevet d'invention déposé par l'ingénieur français Georges Leclanché pour une pile au carbonate de cuivre[1].
- Le chimiste allemand August Wilhelm von Hofmann propose la nomenclature des hydrocarbures[2].

## Naissances
- 10 mars[3] : José Casares Gil (mort en 1961), chimiste et pharmacologue espagnol.

- 30 avril[4] : Oskar Piloty (mort en 1915), chimiste allemand.

- 1er mai[5] : Philippe Chuit (mort en 1939), chimiste suisse.
- 2 novembre[6] : Fritz Hofmann (mort en 1956), chimiste allemand.
- 11 novembre : Martha Annie Whiteley (morte en 1956), chimiste et mathématicienne britannique.
- 2 décembre : Maurice Berger (mort en 1930), chimiste français.
- 12 décembre[7] : Alfred Werner (mort en 1919), chimiste suisse.

## Décès
- 1er février[8] : William Thomas Brande (né en 1788), chimiste britannique.
- 30 novembre : John Mercer (né en 1791), chimiste britannique.